# The March Violets
The March Violets  est un groupe de rock gothique et post-punk britannique formé à Leeds en 1981. La musique des March Violets comprend des voix masculines et féminines, une guitare électrique chargée d'écho et une boîte à rythmes, dans un style proche de celui d'un autre groupe de Leeds, The Sisters of Mercy. Sept de leurs singles sont classés dans UK Indie Chart.

## Historique
Les March Violets se forment de décembre 1981. Les membres originaux du groupe, Tom Ashton (guitare), Laurence "Loz" Elliot (basse), Simon "Detroit" Denbigh (chant) et Rosie Garland (chant), se sont rencontrés à l'Université de Leeds. Les percussions sont fournies par une boîte à rythmes, surnommée « Dr. Rhythm », une caractéristique qu'ils ont en commun avec de nombreux groupes de la scène de Leeds à l'époque. Andrew Eldritch, un autre ancien étudiant de Leeds devenu chanteur des Sisters of Mercy, sort le premier disque du groupe, l'EP quatre titres Religious as Hell, sur son label Merciful Release, le 28 août 1982. Un second disque, le single Grooving in Green, paraît sur Merciful Release le 27 novembre 1982.
Le groupe crée ensuite son propre label, Rebirth, publiant le single Crow Baby le 30 avril 1983. Cleo Murray rejoint le groupe en tant que deuxième chanteuse pour le single suivant, Snake Dance, publié en décembre 1983. La chanson est un succès dans les clubs et est considérée comme un classique du genre rock gothique. Rosie Garland part après Snake Dance et Cleo Murray reste la seule chanteuse pour Walk Into the Sun publié le 4 août 1984. En octobre, le groupe sort son premier album, Natural History, qui comprend les quatre premiers singles et deux morceaux issus d'une session de 1983 pour l'émission de John Peel sur BBC Radio 1. L'album culmine en 3e position dans classement des indépendants.
Les March Violets se tournent ensuite vers un son plus pop, et Simon Denbigh quitte le groupe au début de février 1985, juste avant la première tournée américaine du groupe en mars. Denbigh apparaît pourtant sur le single suivant, Deep, sorti le 11 mai 1985 mais enregistré avant son départ. Un deuxième album, Electric Shades, est publié aux États-Unis par Relativity Records cette année-là ; il rassemble le contenu des singles Snake Dance, Walk Into the Sun et Deep, et une version longue de Snake Dance comprenant l'ajout d'une partie de piano.
Le groupe signe ensuite avec le label majeur London Records, ajoutant à la formation le batteur Andy Tolson. Le single Turn to the Sky sort le 24 février 1986 sur London, bien qu'il porte toujours la marque Rebirth. Il se classe dans le UK Singles Chart à la 84e positon. La chanson (ainsi qu'une reprise de Miss Amanda Jones des Rolling Stones) figure sur la bande originale du film L'Amour à l'envers de 1987, qui comprend une performance live du groupe interprétant Turn to the Sky. Les March Violets se séparent plus tard cette année-là.
En 1993, la première compilation CD du groupe, The Botanic Verses, est publiée par Jungle Records au Royaume-Uni et Cleopatra Records aux États-Unis ; elle regroupe l'intégralité de leur catalogue de 1982 à 1984.

## Autres projets
Avant la séparation du groupe, Tom Ashton est invité en tant que guitariste pour des prestations live de The Sisters of Mercy et de The Danse Society. En 1991, il rejoint Clan of Xymox pour leur tournée à Phoenix aux États-Unis, où il s'installe. Il compose des bandes originales de films indépendants et produit divers groupes dans le sud-est du pays, dont Vision Video et Tears for the Dying.
Cleo Murray dirige brièvement le groupe Lovecraft au début des années 1990, publiant deux singles en 1993, Hungry et Medicine.
Simon Denbigh forme les Batfish Boys avec Martin Henderson de Skeletal Family en 1985, puis D-Rok, joue avec UFO ou Brian May et collabore avec les Sisters of Mercy.
Rosie Garland tourne avec Subversive Stitch et It’s Queer Up North puis devient poète et artiste de cabaret, sous le nom de Rosie Lugosi. Elle reçoit un Dada Award et un Alternative Oscar pour ses performances. Plus tard, elle est victime d'un harceleur, et l'affaire judiciaire de 2007 fait l'objet d'un article principal dans le Manchester Evening News. Elle doit ensuite se battre contre un cancer de la gorge. Après plusieurs recueils de poésie, le premier roman de Garland, The Palace of Curiosities, est publié par HarperCollins en 2013, remportant plusieurs prix. Elle publie ensuite Vixen et The Night Brother.

## Reformation et activité ultérieure
Le 8 octobre 2007, les March Violets se réunissent pour un concert unique à Leeds avec les membres originaux Denbigh, Garland et Ashton, ainsi que Mat Thorpe d'Isolation Division à la basse.
Une fois Garland complètement rétablie, les March Violets poursuivent leur reformation, commençant avec un show secret de rodage à Whitby en octobre 2010. Le 13 novembre 2010, les March Violets jouent leur premier concert à Londres depuis 25 ans, à l'O2 Academy Islington avec une nouvelle bassiste, Joanna Moy (anciennement de Screaming Banshee Aircrew).
En novembre 2010, le groupe se lance dans le projet de créer son premier véritable album par l'intermédiaire de PledgeMusic (les précédents albums étant des compilations de leurs singles et EP). Plus de 600 fans leur offrent leur soutien et ils collectent 196% de l'argent demandé. Avec le surplus, le groupe fait des dons à des œuvres caritatives (Les Amis de la Terre, Cloth Cat et Macmillan Cancer Support). Au cours de l'enregistrement, ils sortent plusieurs morceaux promotionnels, dont une version uniquement numérique de Tokyo Flow et un remix de Dandelion King, ainsi qu'une vidéo de Dandelion King en concert. En 2012, ils effectuent une petite tournée qui présente quelques-uns des nouveaux morceaux.
L'album Made Glorious sort en avril 2013 en téléchargement numérique pour les fans ayant participé au financement. L'album est principalement composé de morceaux originaux, certains étant des remix de morceaux des EP Trinity et Love Will Kill You. Des goodies sont également distribués. Pour soutenir le nouvel album, le groupe donne des concerts en octobre et novembre 2013 suivis d'une courte tournée en avril 2014, dont une place en tête d'affiche du festival Convergence 20 à Chicago, la première apparition américaine de la formation réunie. Une tournée sur la côte ouest suit en juin 2014.
En août 2015, le groupe confirme que Joanna Moy a officiellement quitté le groupe. Le mois suivant, ils annoncent une tournée américaine avec William Faith de Faith and the Muse à la basse, prévue en octobre. Un nouvel album financé grâce à PledgeMusic, Mortality, est publié le jour de Noël 2015. Il se compose de version réenregistrées d'anciennes compositions, à l'exception de la chanson titre. Mars Williams des Psychedelic Furs joue du saxophone sur plusieurs morceaux. En 2016, Denbigh est victime d'un accident vasculaire cérébral et reste hospitalisé pendant une longue période.
Le 16 juillet 2021, le groupe sort un double album vinyle en édition limitée, Big Soul Kiss: The BBC Recordings sur Jungle Records. Il s'agit d'une édition spéciale pour le Record Store Day au Royaume-Uni, également disponible en version standard dans d'autres territoires. Les exemplaires sont tous vendus dans les 3 semaines suivant sa sortie.

## Discographie

### Albums
- 1984 : Natural History (compilation, Rebirth)
- 1985 : Electric Shades (compilation, Relativity)
- 1993 : The Botanic Verses (compilation, Jungle/Cleopatra)
- 2013 : Made Glorious (auto-produit)
- 2015 : Mortality (auto-produit)
- 2021 : Big Soul Kiss: The BBC Recordings (Jungle)

### Singles et  EPs
- 1982 : Religious as Hell (Merciful Release) - 45 tours 4 titres
- 1982 : Grooving in Green (Merciful Release) - 45 tours
- 1983 : Crow Baby (Rebirth) - 45 tours / maxi 45 tours
- 1984 : Snake Dance (Rebirth) - 45 tours / maxi 45 tours
- 1984 : Walk into the Sun (Rebirth) - 45 tours / maxi 45 tours
- 1985 : Deep (Rebirth) - 45 tours / maxi 45 tours
- 1986 : Turn to the Sky (Rebirth) - 45 tours / maxi 45 tours
- 2007 : Trinity EP (auto-produit) - CD
- 2011 : Love Will Kill You (auto-produit) - CD